# 反ファシズム統一戦線
反ファシズム統一戦線（はんファシズムとういつせんせん）とは、ナチス・ドイツの台頭に対抗して、社会民主主義勢力との統一戦線により、ファシズムを阻止しようとした政治運動。1935年のコミンテルン第7回大会のときに定式化された。フランス・スペインの人民戦線政府の成立には、この方針による共産党の戦術転換が大きな役割を果たした。しかし、1939年の独ソ不可侵条約の締結により、ソ連の配下の機関と化したコミンテルンは、この方針を放棄し、イギリス・フランス主敵論に転換した。
日本では、この方針は、当時ソ連に亡命していた野坂参三がひそかに渡米して加藤勘十に会い、日本での実現を図ったが、実行はできなかった。また、共産党とは独立に、京都における真下信一や久野収の動きが、この思想の体現化とする意見もある。